# Anne Delobel
Pour les articles homonymes, voir Delobel.
Anne Delobel (née en 1949) est une coloriste et lettreuse française de bande dessinée.
Elle a réalisé les couleurs et le lettrage de plusieurs dizaines d'albums dans les années 1970 et 1980 : Adèle Blanc-sec de son compagnon de l'époque, Jacques Tardi, mais aussi Les Rêves du fou de Chantal Montellier ou l'adaptation de Salammbô par Druillet.
Son travail se fonde souvent sur des couleurs primaires assourdies.

## Publications
- Série Adèle Blanc-Sec de Jacques Tardi
- Série Une aventure de Cliff Burton de Rodolphe et Frédéric Garcia
- Série Eva K. de Frank Giroud et Barly Baruti
- Série Les aventures de Gil et Georges de Marc Wasterlain
- L'Heure du loup de Rodolphe et Jacques Ferrandez
- Série Jack Palmer de René Pétillon
- La Jeunesse d'un inconnu célèbre de Christian Godard et Julio Ribera
- Les Mangeurs de foudre de Brice Tarvel et Steve Cuzor
- Mélanie White de Serge Clerc
- Les Rêves du fou de Chantal Montellier
- Série Rork d'Andreas
- Salammbô de Philippe Druillet